# Villanueva de Duero
Villanueva de Duero é um município da Espanha na província de Valladolid, comunidade autónoma de Castela e Leão, de área 37,29 km² com população de 1067 habitantes (2004) e densidade populacional de 28,61 hab/km².

## Demografia
| Variação demográfica do município entre 1991 e 2004 | Variação demográfica do município entre 1991 e 2004 | Variação demográfica do município entre 1991 e 2004 | Variação demográfica do município entre 1991 e 2004 |
| --------------------------------------------------- | --------------------------------------------------- | --------------------------------------------------- | --------------------------------------------------- |
| 1991                                                | 1996                                                | 2001                                                | 2004                                                |
| 839                                                 | 938                                                 | 1001                                                | 1067                                                |